# Радд, Кевин
Кевин Майкл Радд (англ. Kevin Michael Rudd, в русском языке встречается также написание Рудд; род. 21 сентября 1957[…], Намбор, Квинсленд) — австралийский политический деятель. Неизменно переизбирается депутатом нижней палаты парламента Австралии с 3 октября 1998. Лидер австралийской Лейбористской партии 4 декабря 2006 — 24 июня 2010. Премьер-министр Австралии 3 декабря 2007 — 24 июня 2010. Министр иностранных дел Австралии 14 сентября 2010 — 24 февраля 2012. Премьер-министр Австралии 27 июня — 18 сентября 2013 (второй срок).

## Детство и юность
Родился в Намбуре (Квинсленд). Его родители Альберт Радд и Маргарет Де Вер — фермеры в Квинсленде. Его предки переехали из Англии. Томас Радд родился в Лондоне в 1801 году, а его жена Мэри, родившаяся в 1804 году, из Эссекса.
Учился в Баргсман-колледже Австралийского национального университета в Канберре. А также учился в колледже азиатских народов, где учил китайский язык и культуру этой страны.
В 1981 году женился и вступил в Австралийскую студенческую христианскую партию. У него трое детей: Джессика (родилась в 1984 году), Николас (родился в 1986 году) и Маркус (родился в 1993 году).

## Решение прийти в политику
В 1981—1988 годах сотрудник Министерства иностранных дел и торговли (МИДТ). Вернувшись в 1988 году в Австралию после командировки в посольство Австралии в Швеции, ушёл из МИДТ.
В 1988—1989 годах лидер отделения оппозиционной Австралийской лейбористской партии (АЛП) в штате Квинсленд.
В 1989—1992 годах — премьер штата Квинсленд, лидер отделения АЛП штата Квинсленд. На этом посту он провёл ряд реформ (в частности агитировал за изучение азиатских языков и проведение культурных программ, которые были приняты правительством Австралии).

## Член Парламента
После избрания в парламент он предложил провести дополнительную дорогу в аэропорт Брисбена, которая была одобрена. Выступил против публичных демонстраций в Брисбене и получил поддержку средств массовой информации. Радд выступил с поддержкой премьера Квинсленда Питера Битти, сменившего Радда в его избирательном округе и продолжившего реконструкцию аэропорта.
В своем выступлении в парламенте Радд широко представил проект «No Parallel Runway», не зная даты окончания работ. Официальное разрешение, полученное в 2007 году, которое выдало правительство Говарда (Либеральная партия Австралии), позволило продолжать работу над проектом.

## Теневой министр иностранных дел 2001—2005

Кевин Радд в ноябре 2005

Радд участвовал в выборах от оппозиции в 2001 года.
В 2001 году «теневой» министр иностранных дел. Публично осуждал правительство Саддама Хусейна за многочисленные акты насилия в отношении мирного населения Ирака.
В 2005 году уступил место лидера лейбористской оппозиции Саймону Крину.

## Лидер оппозиции

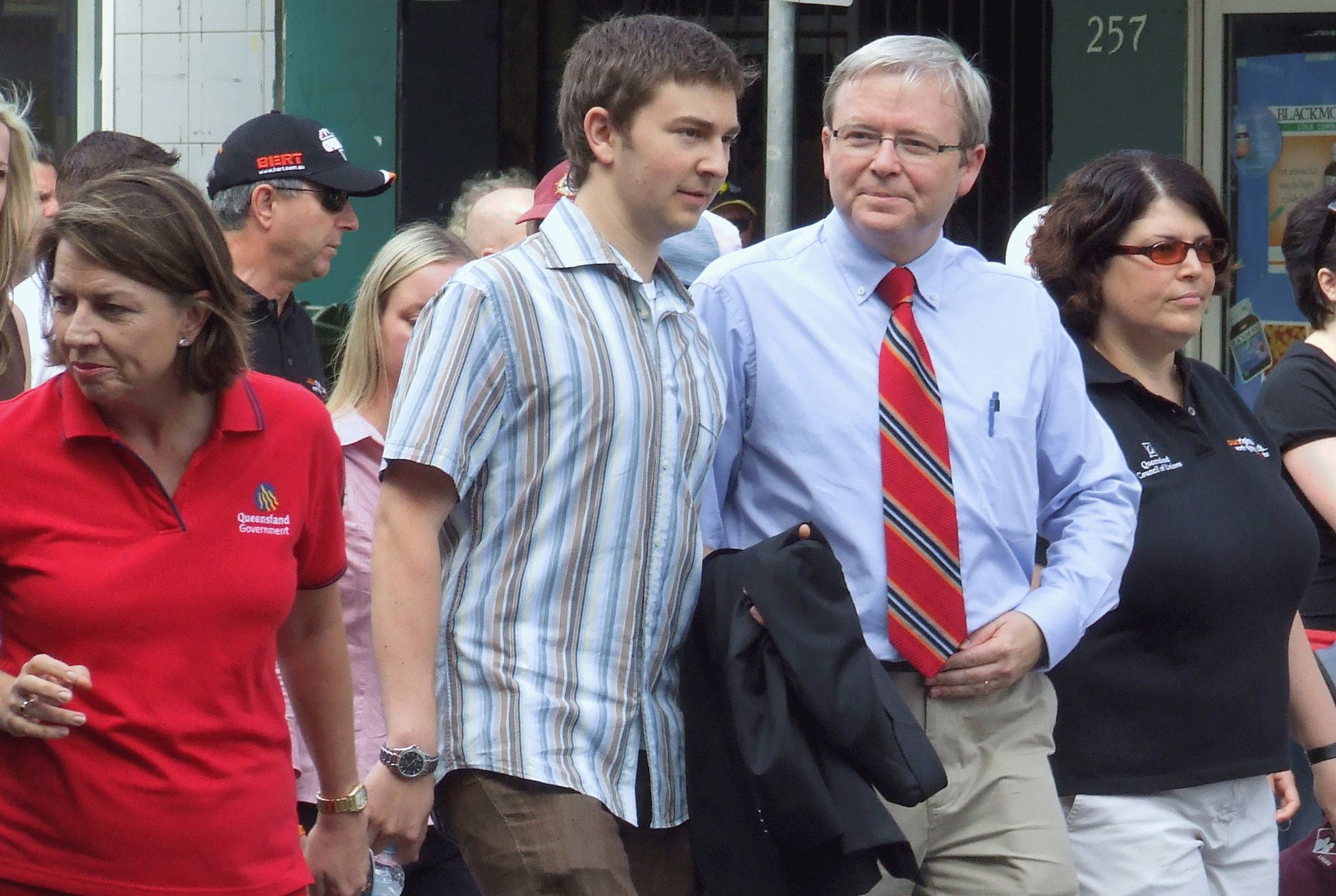
День Труда, 2007. Справа налево: Грейс Грейс (член АЛП (избирательный участок Брисбена), Кевин Радд, его сын Николас Радд, и Премьер Квинсленда Анна Блиг.

В ноябре 2006 года город Ньюспол оказал поддержку Радду и Бизли своими голосами, отданными досрочно. В декабре 2006, Бизли публично отказался от поста второго лидера Австралийской лейбористской партии, и Радд снял его кандидатуру с голосования. Соратница по лейбористской партии Джулия Гиллард поддержала Радда в качестве лидера оппозиции на выборах. Также претендовала на пост лидера партии Дженни Маклин. Голосование прошло 4 декабря 2006. Радд набрал 49 голосов, а Бизли 39 голосов. Джулия Гиллард стала вторым лидером партии вместо Дженни Маклин, которая сошла с голосования.
На своей первой пресс-конференции в качестве лидера Австралийской лейбористской партии, Радд поблагодарил Бизли и Дженни Маклин, Радд предложил «Новый стиль руководства партией», и также «альтернативное правительство» которое будет в оппозиции правительству Говарда. Он пообещал поддержку индустриальным районам, обсудил войну в Ираке, изменение климата, австралийский федерализм, гражданский суд, и будущее австралийской промышленности. Радд также рассказал про свой опыт в руководстве, о карьере дипломата и карьере в бизнесе перед тем как он пошел в большую политику.
Кевин Радд и Лейбористская партия создала второе правительство наряду с официальным. Новый лидер в качестве основного лозунга выдвинул «Революция в образовании», а также поднял темы федерализма, борьбы с изменением климата, и создания отечественной автомобильной промышленности.
С 2002 года, Радд регулярно давал интервью, вступал в политические дискуссии и участвовал в популярной утренней телепередаче «Завтрак на телевидении», с представителем либералов Джо Хокки. Он поддержал Радда на публичных выступлениях. Радд и Хокки появились вместе в апреле 2007 года в политической передаче, посвященной году выборов в парламенте.

## Премьер-министр Австралии

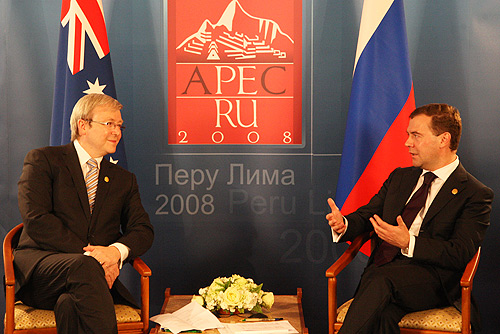
Кевин Радд и Дмитрий Медведев (ноябрь 2008 г.)

3 декабря 2007 года Кевин Радд вступил в должность премьер-министра. Бывший тогда Генерал-губернатор, Майкл Джеффери принял от него присягу. Радд — первый премьер-министр, принявший присягу Королеве в своем офисе.
Кевин Радд первый премьер-министр Австралии, чья партия на всеобщих выборах, проводившихся со дня окончания Второй мировой войны, не получила большинства голосов избирателей Нового Южного Уэльса или Виктории.
После того, как Кевин Радд анонсировал новый налог на горно-добывающие компании, он был смещён с поста лидера лейбористов, и покинул 24 июня 2010 года пост главы кабинета.

## Министр иностранных дел
11 сентября 2010 премьер-министр Австралии Джулия Гиллард объявила о том, что Кевин Радд займёт пост министра иностранных дел в формируемом ею новом правительстве страны.
22 февраля 2012 года Кевин Радд заявил о своём намерении бороться за переизбрание на пост лидера Лейбористской партии. При этом Радд высказал мнение, что Джулия Гиллард не способна обеспечить эффективное руководство партией. В связи с этим 24 февраля 2012 года Кевин Радд покинул пост министра иностранных дел Австралии.

## Выборы лидера Лейбористской партии 2012 года
Выборы лидера Лейбористской партии состоялись 27 февраля 2012 года. Результаты выборов показали, что подавляющее большинство членов партии не желают возвращения Кевина Радда на высшую руководящую должность. Джулия Гиллард подтвердила своё лидерство, получив более 70 процентов участников голосования. Кевина Радда поддержал лишь 31 процент делегатов съезда.

## Возвращение на посты лидера лейбористов и премьер-министра
26 июня 2013 года бывший премьер-министр Австралии Кевин Радд избран новым лидером правящей в стране Лейбористской партии. Его поддержали 57 депутатов. За действующего главу правительства Джулию Гиллард, которая сменила Радда на посту главы кабмина за три года до этого, проголосовали 45 парламентариев. В связи с этим, Гиллард вынуждена была покинуть и пост премьер-министра страны, который, согласно австралийскому законодательству, занял новый лидер партии Радд — до следующих выборов.
Новые выборы в австралийский парламент состоялись 14 сентября 2013 года. Эти выборы Лейбористская партия проиграла коалиции Либеральной и Национальной партий, что и завершило карьеру Радда в качестве премьер-министра.

## Интересные факты
В марте 2013 года Кевин Радд, будучи отставным (между первым и вторым сроками) премьером Австралии, выступил в Университете национальной обороны в Пекине с лекцией, озаглавленной «К новому типу отношений между сверхдержавами — Китаем и США».
В сентябре 2016 года Кевин Радд выполнял функции модератора дискуссии на пленарном заседании Восточного экономического форума (ВЭФ) во Владивостоке, в котором приняли участие руководители сразу трёх тихоокеанских государств — президент России Владимир Путин, премьер-министр Японии Синдзо Абэ, президент Республики Корея Пак Кын Хе.
В ноябре 2024 года посол Австралии в США Кевин Радд, не раз негативно высказывавшийся об экс-президенте США Дональде Трампе в соцсетях, удалил свои комментарии с критикой в его адрес после того, как Трамп объявил о победе на президентских выборах. В свою очередь газета Sydney Morning Herald напоминает, что Радд ранее называл Трампа "предателем Запада" и "наиболее разрушительным президентом в истории" США.